# Federazione cestistica di Barbados
La Federazione cestistica di Barbados è l'ente che controlla e organizza la pallacanestro in Barbados.
La federazione controlla inoltre la nazionale di pallacanestro di Barbados. Ha sede a St. Michael e l'attuale presidente è Terry Inniss.
È affiliata alla FIBA dal 1962 e organizza il campionato di pallacanestro di Barbados.